# Diogma minuticornis
Diogma minuticornis är en tvåvingeart som först beskrevs av Alexander 1935.  Diogma minuticornis ingår i släktet Diogma och familjen mellanharkrankar. Inga underarter finns listade i Catalogue of Life.